# Bang Soo-hyun
Bang Soo-hyun (Hangul: 방수현, H.K.R.: Bang Su-hyeon, M-R: Pang Su-hyŏn) (Seoel, 13 september 1972)  is een voormalig Zuid-Koreaans badminton-speelster. Al op 24-jarige leeftijd, na de Spelen in Atlanta (1996) stopte ze met spelen in competitieverband. Ze won onder meer een zilveren en een gouden medaille op de Olympische Spelen in het dames enkelspel in 1992, respectievelijk 1996.

## Olympische Spelen
Bang Soo-hyun deed namens Zuid-Korea mee aan de Olympische Spelen van 1992 in Barcelona in het dames enkelspel. In de eerste ronde had een bye waardoor ze automatisch in de tweede ronde kwam. Hierin nam ze het op tegen Catrine Bengtsson uit Zweden, die ze versloeg met 11-7 en 11-3. In de achtste finales speelde ze tegen de Japanse Hisuko Mizui die ze eveneens in twee sets verslaat: 12-10 en 11-1. Hierdoor staat ze in de kwartfinale tegenover Sarwendah Kusumawardhani uit Indonesië. De overwinning ging in drie sets naar de Zuid-Koreaanse: 11-2, 3-11, 12-11. De halve finale was tegen de Chinese Tang Jiuhong die ze won met 11-3 en 11-2. Hierdoor kwam Soo-hyun in de finale. Deze speelde ze tegen de Indonesische Susi Susanti. De partij ging met 5-11, 11-5, 11-3 naar de Indonesische. Bang Soo-hyun won hiermee de zilveren medaille.
Ook op de Olympische Spelen van 1996 in Atlanta deed Bang Soo-hyun mee. In de eerste ronde had ze wederom een bye. In de tweede ronde won ze met gemak van Obigeli Olorunsola uit Nigeria: 11-0, 11-0. Ook in de derde ronde had ze niet veel problemen met haar tegenstander, de Japanse Yasuko Mizui versloeg ze met 11-2 en 11-3. In de kwartfinale speelde ze tegen Yao Yan uit China. De overwinning ging met nagenoeg dezelfde score naar Soo-hyun, 11-3 en 11-2.
In de halve finale speelde ze tegen de titelverdedigster Susi Susanti, een herhaling van de finale van de vorige Spelen. Ditmaal wist Soo-hyun wel te winnen: 11-9, 11-8. De finale was tegen Mia Audina uit Indonesië. Bang Soo-hyun won met 11-6 en 11-7 en wist hiermee een gouden medaille binnen te halen.
Na het toernooi stopte ze met professioneel badminton.

## Overige toernooien
Naast Olympisch succes won Bang Soo-hyun in 1993 de zilveren medaille op de Wereldkampioenschappen badminton, wederom verloor ze in de finale van Susi Susanti. In 1995 won ze het brons.
Daarnaast won in 1994 de gouden medaille in het dames enkelspel op de Aziatische Spelen en in 1996 de All England Open Badminton Championships. Andere titels behaalde ze op het Wales Open (1989), Hong Kong Open (1992), Korea Open (1993, 1994, 1996), Swedish Open (1993, 1994) en het Canadian Open (1995).

## Medailles op Olympische Spelen en wereldkampioenschappen
| Logo van de Olympische Spelen | Onderdeel         | Resultaat |
| ----------------------------- | ----------------- | --------- |
| 1992                          | Vrouwen enkelspel | Zilver    |
| 1996                          | Vrouwen enkelspel | Goud      |
| WK                            | Onderdeel         | Resultaat |
| 1993                          | Vrouwen enkelspel | Zilver    |
| 1995                          | Vrouwen enkelspel | Brons     |

1992: Susi Susanti ·
1996: Bang Soo-hyun ·
2000: Gong Zhichao ·
2004: Zhang Ning ·
2008: Zhang Ning ·
2012: Li Xuerui ·
2016: Carolina Marín ·
2020: Chen Yufei ·
2024: An Se-young